# Tsouras

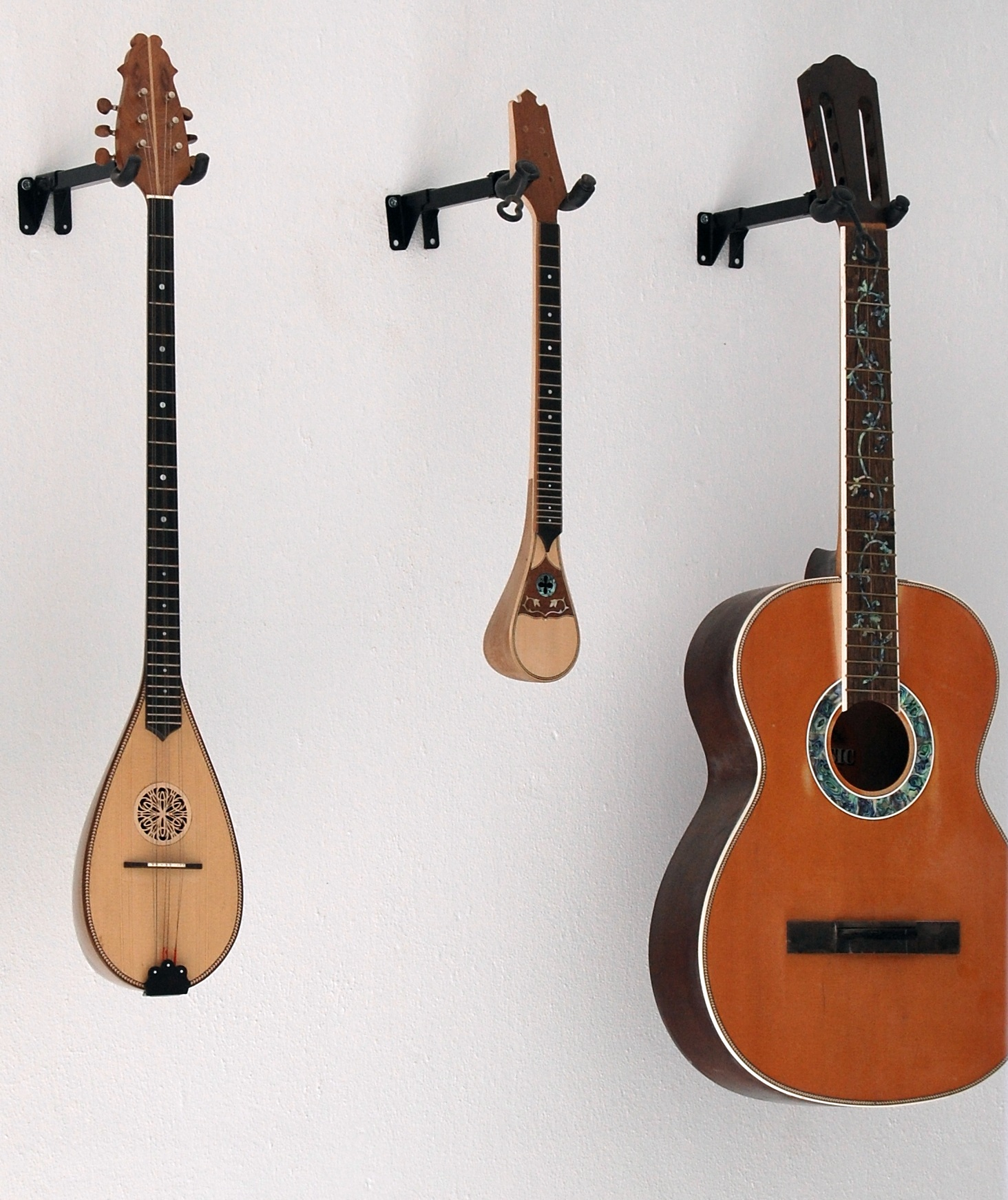
Tsouras (links), Baglamas und Gitarre

Die Tsouras (griechisch τζουράς von türkisch cura) ist eine in der griechischen Volksmusik gespielte Schalenhalslaute mit drei Doppelsaiten. Sie ist wie die Baglamas eine kleinere Version der Bouzouki. Die Spieltechnik ist ähnlich wie bei der Bouzouki. Der Klang ist ebenfalls ähnlich, hat aber einige Besonderheiten.